# Condado de Tift
O Condado de Tift é um dos 159 condados do Estado americano de Geórgia. A sede do condado é Tifton, e sua maior cidade é Tifton. O condado possui uma área de 696 km², uma população de 38 407 habitantes, e uma densidade populacional de 56 hab/km² (segundo o censo nacional de 2000). O condado foi fundado em 17 de agosto de 1905.